# Пролећна изложба УЛУС-СУЛУВ (1991)
Пролећна изложба УЛУС-СУЛУВ (1991) је трајала у периоду од марта до јула 1991. године. Одржана је у галеријском простору Удружења ликовних уметника Србије, односно у Уметничком павиљону "Цвијета Зузорић", у Београду. Такође, изложба је одржана и у Новом Саду, у Историјском музеју Војводине, и у Нишу, у Галерији савремене ликовне уметности "Ниш".

## О изложби
Избор радова за ову изложбу је обавио жири, кога су чинила по два члана Удружења ликовних уметника Србије и Савеза ликовних уметника Војводине.
На овој изложби су додељене следеће награде:
- Златна палета - Шемса Гавранкапетановић
- Златна игла - Франк Цурк
- Златно длето - Власта Филиповић

## Излагачи

### УЛУС

#### Сликарство
1. Љубиша Богосављевић
2. Мирослав Бата Благојевић
3. Бранко Вељовић
4. Јармила Вешовић
5. Веселин Вукашиновић
6. Шемса Гавранкапетановић
7. Милорад Гаврило Гаврић
8. Симон Ђермановић
9. Милорад Ђокић
10. Зоран Н. Ђорђевић
11. Мирослав Ђорђевић
12. Александар Ђурић
13. Светлана Златић
14. Дивна Јеленковић
15. Милинко Коковић
16. Милутин Копања
17. Велизар Крстић
18. Каћа Љубинковић
19. Властимир Мадић
20. Јелена Марковић
21. Срђан Марковић
22. Весна Мартиновић
23. Славко Миленковић
24. Момчило Митић
25. Љиљана Мићовић
26. Зоран Насковски
27. Зоран Николић
28. Иван Павић
29. Јосипа Пашћан
30. Божидар Плазинић
31. Добривоје Петровић
32. Павле Поповић
33. Божидар Продановић
34. Љиљана Радосављевић
35. Балша Рајчевић
36. Александра Ракоњац
37. Кемал Рамујкић
38. Рада Селаковић
39. Јовица Стевановић
40. Слободан Стефановић
41. Милан Тепавац
42. Зоран Тодовић
43. Мирко Тримчевић
44. Мирољуб Филиповић
45. Ђорђе Хаџи-Николић
46. Милан Цмелић
47. Бранко Димић

#### Вајарство
1. Радомир Бранисављевић
2. Срђан Вукајловић
3. Нада Денић
4. Василије Живковић
5. Илија Илић
6. Гордана Каљаловић
7. Лепосава Милошевић Сибиновић
8. Вукашин Миловић
9. Саша Лазаревић
10. Мице Попчев
11. Ставрос Попчев
12. Власта Филиповић
13. Сава Халугин

#### Цртеж - графика
1. Лидија Антанасијевић
2. Здравко Велован
3. Душан Ђокић
4. Звонко Грмек
5. Милица Жарковић
6. Катарина Зарић
7. Бранимир Карановић
8. Гордан Крчмар
9. Мито Коматина
10. Миодраг Млађовић
11. Зоран Марјановић
12. Александар Младеновић
13. Миодраг Нагорни
14. Александар Расулић
15. Милан Радовановић
16. Светлана Рибица
17. Мирослав Станојевић
18. Радош Стевановић
19. Бранислав Стефановић
20. Мића Стоиљковић
21. Невенка Стојсављевић
22. Љиљана Стојановић
23. Мехмед Слезовић
24. Зорица Тасић
25. Станка Тодоровић
26. Бранислав Фотић
27. Франк Цурк
28. Катарина Шабан
29. Ивана Швабић
30. Драгиша Ћосић

#### In memoriam
1. Радуле Анђелковић
2. Селимир Барбуловић
3. Дилиста Вујовић
4. Димитрије Вујовић
5. Коста Кривокапић
6. Марко Крсмановић
7. Петар Крстић
8. Миодраг Миле Петровић
9. Бранислав Протић
10. Едуард Степанчић
11. Дмитар Тривић

### СУЛУВ

#### Сликари
1. Владислав Вуков
2. Бранислав Вулековић
3. Вера Зарић
4. Бранка Јанковић
5. Драган Јанков
6. Милан Јакшић
7. Јозеф Клаћик
8. Димитрије Коларевић
9. Драган Матић
10. Милутин Мићић
11. Миодраг Миша Недељковић
12. Милован Панић
13. Јонел Поповић
14. Добривој Рајић
15. Ванчо Христов

#### Графика
1. Слободан Кнежевић
2. Душко Стојановић
3. Дивна Стефановић Тилић
4. Павел Чањи

#### Цртеж
1. Владимир Богдановић
2. Петар Лолић
3. Хаџи Душан Машић
4. Оливера Марић
5. Слободан Парежанин

#### Вајари
1. Мирослава Којић
2. Слободан Којић
3. Ђорђе Лазић
4. Виолета Лабат Митрушић
5. Владимир Лабат Ровњев
6. Зора Поповић
7. Небојша Неша Станковић
8. Борислав Шупут